# Церква Констянтина та Олени (Ізмаїл)
Церква Констянтина та Олени — православна церква міста Ізмаїл, зведена у 1935 році. Пам'ятка архітектури місцевого значення; адреса: вул. Володимира Великого, 42. На території церкви діє Ізмаї́льський Костянти́но-Оле́нинський чоловічий монастир Одеської та Ізмаїльської єпархії Української православної церкви заснований у 2001 році. Намісником є єпископ Болградський Сергій (Михайленко) (з 2002 року).

## Історія
На місці нинішнього монастиря ще в другій половині XIX століття існував дерев'яний храм в ім'я святого рівноапостольного князя Володимира, який був архієрейським подвір'ям Нижньодунайської єпархії. Ця церква згоріла. У 1930 році ухвалено рішення про будівництво нового кам'яного храму. Проєкт нової церкви розробив архітектор Улініч у румунському стилі. Будівництво велося коштом парафіян і єпископії, також відкрили позику в румунському банку. В 1935 будівництво завершили, а в 1936 храм освятили на честь святих рівноапостольних царів Костянтина та Олени. Як при храмі рівноапостольного Володимира, так і при храмі Костянтина та Олени свого часу існували чернечі громади.
1962 року храм закритий радянською владою. Церковне начиння передали в інші храми, а шановану ікону Божої Матері «Запашний колір» передали до Спасо-Преображенського собору міста Болграда, де вона зберігалася до 2004 року. У будівлі відкрили музей атеїзму. Хрести з вівтаря та купола зняли, але хрест із дзвіниці не вдалося демонтувати навіть за допомогою трактора. 9 лютого 1992 року храм знову відкрили.
2001 року з благословення митрополита Одеського та Ізмаїльського Агафангела відродили чернечу громаду. Рішенням Священного Синоду УПЦ від 24 грудня 2001 року засновано Ізмаїльський в ім'я святих рівноапостольних Костянтина та Олени чоловічий монастир.
У 2004 році до монастиря повернуто ікону Божої Матері «Запашний колір». З 2007 року щомісяця видається монастирський листок «Голос обителі». У 2009 році в монастирі проживало 15 насельників. У 2010 році написаний акафіст Божої Матері на честь Її ізмаїльського образу «Запашний колір». У 2011 році відкрито офіційний сайт обителі. У 2014 році завершено розпис трапезної. У вересні 2014 року встановлено загальноєпархіальне вшанування ікони Божої Матері «Запашний колір». 15 листопада 2015 року відбулася хіротонія архімандрита Сергія (Михайленка) на єпископа Болградського, вікарія Одеської єпархії, зі збереженням посади намісника монастиря.

## Намісники
Намісниками монастиря є:
- архімандрит Віссаріон (Буток) — з вересня 2001 по травень 2002; раптово помер у 2011 році[6].
- єпископ Сергій Михайленко — з 12 червня 2002 року, з 15 листопада 2015 року — єпископ[7].